# El Carmen (distrito de Chincha)
El Carmen é um distrito do Peru, departamento de Ica, localizada na província de Chincha.

## Transporte
O distrito de El Carmen é servido pela seguinte rodovia:
- PE-1SE, que liga o distrito de Chincha Alta à cidade de Paracas
- IC-104, que liga o distrito à cidade de Chincha Baja
- PE-1S, que liga o distrito de Lima (Província de Lima à cidade de Tacna (Região de Tacna - Posto La Concordia (Fronteira Chile-Peru) - e a rodovia chilena Ruta CH-5 (Rodovia Pan-Americana) [1][2][3]